# Olympische Sommerspiele 2012/Teilnehmer (Thailand)
| Gelbes Symbol für Goldmedaillen mit stilisierten Olympischen Ringen | Graues Symbol für Silbermedaillen mit stilisierten Olympischen Ringen | Braundes Symbol für Bronzemedaillen mit stilisierten Olympischen Ringen |
| ------------------------------------------------------------------- | --------------------------------------------------------------------- | ----------------------------------------------------------------------- |
| —                                                                   | 2                                                                     | 1                                                                       |

Thailand nahm in London an den Olympischen Spielen 2012 teil. Es war die insgesamt 15. Teilnahme an Olympischen Sommerspielen. Das Nationale Olympische Komitee Thailands nominierte 37 Athleten in 15 Sportarten.

## Teilnehmer nach Sportarten

### Badminton
| Athleten                                | Wettbewerb | Gruppenphase                                                | Gruppenphase | Gruppenphase  | Gruppenphase | Achtelfinale  | Achtelfinale       | Viertelfinale                  | Viertelfinale             | Halbfinale    | Halbfinale    | Finale        | Finale        | Rang |
| Athleten                                | Wettbewerb | Gegner                                                      | Ergebnis | Punkte        | Rang         | Gegner        | Ergebnis           | Gegner                         | Ergebnis                  | Gegner        | Ergebnis      | Gegner        | Ergebnis      | Rang |
| --------------------------------------- | ---------- | ----------------------------------------------------------- | --- | ------------- | ------------ | ------------- | ------------------ | ------------------------------ | ------------------------- | ------------- | ------------- | ------------- | ------------- | ---- |
| Frauen                                  |            |                                                             | |               |              |               |                    |                                |                           |               |               |               |               |      |
| Ratchanok Intanon                       | Einzel     | T. Jayasinghe T. Santos                                     | 2:0 (21:13, 21:5) 2:0 (21:12, 21:6)                                                                               | 4:0 (84:36)   | 1            | J. Schenk     | 2:0 (21:16, 21:15) | Wang X.                        | 1:2 (21:17, 18:21, 14:21) | ausgeschieden | ausgeschieden | ausgeschieden | ausgeschieden |      |
| Männer                                  |            |                                                             | |               |              |               |                    |                                |                           |               |               |               |               |      |
| Boonsak Ponsana                         | Einzel     | Chen L.                                                     | 0:2 (12:21, 17:21)                                                                                                | –             | –            | ausgeschieden | ausgeschieden      | ausgeschieden                  | ausgeschieden             | ausgeschieden | ausgeschieden | ausgeschieden | ausgeschieden |      |
| Bodin Isara Maneepong Jongjit           | Doppel     | M. Ahsan B. Septano Ko S. H. Yoo Y. S. A. Cwalina M. Łogosz | 2:0 (21:11 21:16) 2:0 (21:15, 21:14) 2:0 (RET) (14:21, 21:13, 17:15)* Abbruch wg. Verletzung, Wertung je mit 21:0 | 6:0 (126:56)  | 1            | –             | –                  | Koo K. K. Tan B. H.            | 0:2 (16:21, 18:21)        | ausgeschieden | ausgeschieden | ausgeschieden | ausgeschieden |      |
| Mixed                                   |            |                                                             | |               |              |               |                    |                                |                           |               |               |               |               |      |
| Sudket Prapakamol Saralee Thungthongkam | Doppel     | Chen H. L. Cheng W. H. Ma J. Xu C. P. S. Chan L. Y. Goh     | 2:0 (21:15, 21:16) 0:2 (19:21, 12:21) 2:0 (21:16, 21:15)                                                          | 4:2 (115:104) | 2            | –             | –                  | J. Fischer Nielsen C. Pedersen | 0:2 (15:21, 13:21)        | ausgeschieden | ausgeschieden | ausgeschieden | ausgeschieden |      |

### Bogenschießen
| Athleten          | Wettbewerb | Qualifikation | Qualifikation | 1. Runde         | 1. Runde | 2. Runde      | 2. Runde      | Achtelfinale  | Achtelfinale  | Viertelfinale | Viertelfinale | Halbfinale    | Halbfinale    | Finale        | Finale        | Rang          |
| Athleten          | Wettbewerb | Ringe         | Rang          | Gegner           | Ergebnis | Gegner        | Ergebnis      | Gegner        | Ergebnis      | Gegner        | Ergebnis      | Gegner        | Ergebnis      | Gegner        | Ergebnis      | Rang          |
| ----------------- | ---------- | ------------- | ------------- | ---------------- | -------- | ------------- | ------------- | ------------- | ------------- | ------------- | ------------- | ------------- | ------------- | ------------- | ------------- | ------------- |
| Männer            |            |               |               |                  |          |               |               |               |               |               |               |               |               |               |               |               |
| Witthaya Thamwong | Einzel     | 662           | 38            | Thomas Faucheron | 0 - 6    | ausgeschieden | ausgeschieden | ausgeschieden | ausgeschieden | ausgeschieden | ausgeschieden | ausgeschieden | ausgeschieden | ausgeschieden | ausgeschieden | ausgeschieden |

### Boxen
| Athleten         | Wettbewerb                   | 1. Runde       | 1. Runde | Achtelfinale          | Achtelfinale  | Viertelfinale        | Viertelfinale | Halbfinale       | Halbfinale    | Finale        | Finale        | Rang          |
| Athleten         | Wettbewerb                   | Gegner         | Ergebnis | Gegner                | Ergebnis      | Gegner               | Ergebnis      | Gegner           | Ergebnis      | Gegner        | Ergebnis      | Rang          |
| ---------------- | ---------------------------- | -------------- | -------- | --------------------- | ------------- | -------------------- | ------------- | ---------------- | ------------- | ------------- | ------------- | ------------- |
| Männer           |                              |                |          |                       |               |                      |               |                  |               |               |               |               |
| Kaew Pongprayoon | Halbfliegengewicht bis 49 kg | Mohamed Flissi | 19 - 11  | Carlos Quipo Pilataxi | 10 - 6        | Alexandar Alexandrow | 16 - 10       | David Ajrapetjan | 13 - 12       | Zou Shiming   | 10 - 13       | Silber        |
| Chatchai Butdee  | Fliegengewicht bis 52 kg     | Selçuk Eker    | 24 - 10  | Robeisy Ramírez       | 10 - 22       | ausgeschieden        | ausgeschieden | ausgeschieden    | ausgeschieden | ausgeschieden | ausgeschieden | ausgeschieden |
| Sailom Adi       | Leichtgewicht bis 60 kg      | G. Schajlauow  | 12:12    | ausgeschieden         | ausgeschieden | ausgeschieden        | ausgeschieden | ausgeschieden    | ausgeschieden | ausgeschieden | ausgeschieden | 17            |

### Gewichtheben
| Athleten                 | Wettbewerb       | Reißen  | Reißen | Stoßen  | Stoßen | Zweikampf | Zweikampf | Rang   |
| Athleten                 | Wettbewerb       | Gewicht | Rang   | Gewicht | Rang   | Gewicht   | Rang      | Rang   |
| ------------------------ | ---------------- | ------- | ------ | ------- | ------ | --------- | --------- | ------ |
| Frauen                   |                  |         |        |         |        |           |           |        |
| Panida Khamsri           | Klasse bis 48 kg | DNF     | -      | DNF     | -      | DNF       | -         | -      |
| Sirivimon Pramongkhol    | Klasse bis 48 kg | 82 kg   |        | 109 kg  |        | 191 kg    |           | 4      |
| Rattikan Gulnoi          | Klasse bis 58 kg | -       | -      | -       | -      | -         | -         | Bronze |
| Pimsiri Sirikaew         | Klasse bis 58 kg | 100 kg  |        | 136 kg  |        | 236 kg    | 2         | Silber |
| Männer                   |                  |         |        |         |        |           |           |        |
| Atthaphon Daengchanthuek | Klasse bis 69 kg | 130 kg  |        | 170 kg  |        | 300 kg    | 16        | 16     |
| Chatuphum Chinnawong     | Klasse bis 77 kg | 157 kg  |        | 191 kg  |        | 348 kg    | 4         | 4      |
| Pitaya Tibnoke           | Klasse bis 85 kg | 152 kg  |        | 196 kg  |        | 348 kg    | 12        | 12     |

### Judo
| Athleten         | Wettbewerb        | 1. Runde         | 1. Runde | Achtelfinale  | Achtelfinale  | Viertelfinale | Viertelfinale | Hoffnungsrunde Halbfinale | Hoffnungsrunde Halbfinale | Halbfinale    | Halbfinale    | Hoffnungsrunde Finale | Hoffnungsrunde Finale | Finale        | Finale        | Rang          |
| Athleten         | Wettbewerb        | Gegner           | Ergebnis | Gegner        | Ergebnis      | Gegner        | Ergebnis      | Gegner                    | Ergebnis                  | Gegner        | Ergebnis      | Gegner                | Ergebnis              | Gegner        | Ergebnis      | Rang          |
| ---------------- | ----------------- | ---------------- | -------- | ------------- | ------------- | ------------- | ------------- | ------------------------- | ------------------------- | ------------- | ------------- | --------------------- | --------------------- | ------------- | ------------- | ------------- |
| Männer           |                   |                  |          |               |               |               |               |                           |                           |               |               |                       |                       |               |               |               |
| Teerawat Homklin | Klasse bis 100 kg | N. Tüwschinbajar | 000-101  | ausgeschieden | ausgeschieden | ausgeschieden | ausgeschieden | ausgeschieden             | ausgeschieden             | ausgeschieden | ausgeschieden | ausgeschieden         | ausgeschieden         | ausgeschieden | ausgeschieden | ausgeschieden |

### Kanuslalom
| Athleten                | Wettbewerb | Vorlauf | Vorlauf | Halbfinale    | Halbfinale    | Finale        | Finale        | Rang |
| Athleten                | Wettbewerb | Zeit    | Rang    | Zeit          | Rang          | Zeit          | Rang          | Rang |
| ----------------------- | ---------- | ------- | ------- | ------------- | ------------- | ------------- | ------------- | ---- |
| Männer                  |            |         |         |               |               |               |               |      |
| Hermann Ludwig Husslein | K-1        | 95,62 s | 19      | ausgeschieden | ausgeschieden | ausgeschieden | ausgeschieden | 19   |

### Leichtathletik
Springen und Werfen
| Athleten             | Wettbewerb | Qualifikation | Qualifikation | Finale     | Finale | Rang |
| Athleten             | Wettbewerb | Weite/Höhe    | Rang          | Weite/Höhe | Rang   | Rang |
| -------------------- | ---------- | ------------- | ------------- | ---------- | ------ | ---- |
| Frauen               |            |               |               |            |        |      |
| Wanida Boonwan       | Hochsprung | 1,80 m        | 29            | -          | -      | 29   |
| Männer               |            |               |               |            |        |      |
| Supanara Sukhasvasti | Weitsprung | 7,38 m        | 33            | -          | -      | 33   |

### Radsport

#### Straße
| Athleten          | Wettbewerb    | Zeit | Rang |
| ----------------- | ------------- | ---- | ---- |
| Frauen            |               |      |      |
| Jutatip Maneephan | Straßenrennen | DNF  | DNF  |

### Reiten
| Athleten                  | Wettbewerb | Strafpunkte | Rang |
| ------------------------- | ---------- | ----------- | ---- |
| Vielseitigkeit            |            |             |      |
| Nina Ligon auf Butts Leon | Einzel     | 91,90       | 41   |

### Rudern
| Athleten             | Wettbewerb | Vorlauf     | Vorlauf | Hoffnungslauf | Hoffnungslauf | Viertelfinale | Viertelfinale | Halbfinale  | Halbfinale | Finale      | Finale | Rang |
| Athleten             | Wettbewerb | Zeit        | Rang    | Zeit          | Rang          | Zeit          | Rang          | Zeit        | Rang       | Zeit        | Rang   | Rang |
| -------------------- | ---------- | ----------- | ------- | ------------- | ------------- | ------------- | ------------- | ----------- | ---------- | ----------- | ------ | ---- |
| Frauen               |            |             |         |               |               |               |               |             |            |             |        |      |
| Phuttharaksa Neegree | Einer      | 7:52,62 min | 17      | -             | -             | 8:16,50 min   | 18            | 8:03,91 min | 15         | 8:34,11 min | 17     | 17   |

### Schießen
| Athleten              | Wettbewerb               | Qualifikation | Qualifikation | Finale | Finale | Ringe | Rang |
| Athleten              | Wettbewerb               | Ringe         | Rang          | Ringe  | Rang   | Ringe | Rang |
| --------------------- | ------------------------ | ------------- | ------------- | ------ | ------ | ----- | ---- |
| Frauen                |                          |               |               |        |        |       |      |
| Tanyaporn Prucksakorn | Luftpistole 10 m         | 383           | 11            | –      | –      | 383   | 11   |
| Naphaswan Yangpaiboon | Luftpistole 10 m         | 370           | 41            | –      | –      | 370   | 41   |
| Tanyaporn Prucksakorn | Schnellfeuerpistole 25 m | 586           | 2             | 778,4  | 8      |       | 8    |
| Naphaswan Yangpaiboon | Schnellfeuerpistole 25 m | 566           | 36            | -      | -      |       | 36   |
| Sutiya Jiewchaloemmit | Skeet                    | 65            | 11            | -      | -      |       | 11   |
| Männer                |                          |               |               |        |        |       |      |
| Jakkrit Panichpatikum | Luftpistole 10 m         | 566           | 37            | -      | -      |       | 37   |
| Jakkrit Panichpatikum | Freie Pistole 50 m       | 558           | 14            | -      | -      |       | 14   |
| Jakkrit Panichpatikum | Schnellfeuerpistole 25 m | 578           | 15            | -      | -      |       | 15   |

### Schwimmen
| Athleten             | Wettbewerb     | Vorlauf     | Vorlauf | Halbfinale    | Halbfinale    | Finale        | Finale        | Rang |
| Athleten             | Wettbewerb     | Zeit        | Rang    | Zeit          | Rang          | Zeit          | Rang          | Rang |
| -------------------- | -------------- | ----------- | ------- | ------------- | ------------- | ------------- | ------------- | ---- |
| Frauen               |                |             |         |               |               |               |               |      |
| Natthanan Junkrajang | 200 m Freistil | 2:02,49 min | 1       | ausgeschieden | ausgeschieden | ausgeschieden | ausgeschieden | 30   |
| Natthanan Junkrajang | 400 m Freistil | 4:16,45 min | 6       | ausgeschieden | ausgeschieden | ausgeschieden | ausgeschieden | 29   |
| Natthanan Junkrajang | 800 m Freistil | DNF         | DNF     | DNF           | DNF           | DNF           | DNF           | DNF  |
| Männer               |                |             |         |               |               |               |               |      |
| Nuttapong Ketin      | 200 m Brust    | 2:16,07 min | 6       | ausgeschieden | ausgeschieden | ausgeschieden | ausgeschieden | 30   |
| Nuttapong Ketin      | 200 m Lagen    | 2:03,91 min | 3       | ausgeschieden | ausgeschieden | ausgeschieden | ausgeschieden | 34   |

### Segeln
Fleet Race
| Athleten        | Wettbewerb      | Qualifikation | Qualifikation | Medal Race    | Medal Race    | Punkte | Rang |
| Athleten        | Wettbewerb      | Punkte        | Rang          | Punkte        | Rang          | Punkte | Rang |
| --------------- | --------------- | ------------- | ------------- | ------------- | ------------- | ------ | ---- |
| Frauen          |                 |               |               |               |               |        |      |
| Napalai Tansai  | Windsurfen RS:X | 206           | 24            | ausgeschieden | ausgeschieden | 206    | 24   |
| Männer          |                 |               |               |               |               |        |      |
| Ek Boonsawad    | Windsurfen RS:X | 254           | 33            | ausgeschieden | ausgeschieden | 254    | 33   |
| Keerati Bualong | Laser           | 404           | 48            | ausgeschieden | ausgeschieden | 404    | 48   |

### Taekwondo
| Athleten          | Wettbewerb       | Achtelfinale   | Achtelfinale | Viertelfinale | Viertelfinale | Halbfinale     | Halbfinale    | Hoffnungsrunde Halbfinale | Hoffnungsrunde Halbfinale | Hoffnungsrunde Finale     | Hoffnungsrunde Finale | Finale        | Finale        | Rang          |
| Athleten          | Wettbewerb       | Gegner         | Ergebnis     | Gegner        | Ergebnis      | Gegner         | Ergebnis      | Gegner                    | Ergebnis                  | Gegner                    | Ergebnis              | Gegner        | Ergebnis      | Rang          |
| ----------------- | ---------------- | -------------- | ------------ | ------------- | ------------- | -------------- | ------------- | ------------------------- | ------------------------- | ------------------------- | --------------------- | ------------- | ------------- | ------------- |
| Frauen            |                  |                |              |               |               |                |               |                           |                           |                           |                       |               |               |               |
| Chanatip Sonkham  | Klasse bis 49 kg | Kristina Kim   | 13 - 1 PTG   | Yang Shu-Chun | 6 - 0 PTF     | Brigitte Yagüe | 9 PTF - 10    | -                         | -                         | Elizabeth Zamora Gordillo | 8 - 0 PTF             | -             | -             | Bronze        |
| Rangsiya Nisaisom | Klasse bis 57 kg | Tseng Li-Cheng | 1 PTF - 4    | ausgeschieden | ausgeschieden | ausgeschieden  | ausgeschieden | ausgeschieden             | ausgeschieden             | ausgeschieden             | ausgeschieden         | ausgeschieden | ausgeschieden | ausgeschieden |
| Männer            |                  |                |              |               |               |                |               |                           |                           |                           |                       |               |               |               |
| Pen-Ek Karaket    | Klasse bis 58 kg | Lee Daehoon    | 7 - 8 SDP    | ausgeschieden | ausgeschieden | ausgeschieden  | ausgeschieden | ausgeschieden             | ausgeschieden             | ausgeschieden             | ausgeschieden         | ausgeschieden | ausgeschieden | ausgeschieden |

### Tischtennis
| Athleten         | Wettbewerb | 1. Runde         | 1. Runde | 2. Runde         | 2. Runde | 3. Runde      | 3. Runde      | 4. Runde      | 4. Runde      | Viertelfinale | Viertelfinale | Halbfinale    | Halbfinale    | Finale        | Finale        |
| Athleten         | Wettbewerb | Gegner           | Ergebnis | Gegner           | Ergebnis | Gegner        | Ergebnis      | Gegner        | Ergebnis      | Gegner        | Ergebnis      | Gegner        | Ergebnis      | Gegner        | Ergebnis      |
| ---------------- | ---------- | ---------------- | -------- | ---------------- | -------- | ------------- | ------------- | ------------- | ------------- | ------------- | ------------- | ------------- | ------------- | ------------- | ------------- |
| Frauen           |            |                  |          |                  |          |               |               |               |               |               |               |               |               |               |               |
| Nanthana Komwong | Einzel     | Lei Huang Mendes | 4:3      | Iveta Vacenovská | 1:4      | ausgeschieden | ausgeschieden | ausgeschieden | ausgeschieden | ausgeschieden | ausgeschieden | ausgeschieden | ausgeschieden | ausgeschieden | ausgeschieden |